# شاطرمحمد السفلى (مهر أباد)
شاطرمحمد السفلى (بالفارسية: شاطرمحمد سفلی) هي قرية تقع في إيران في قسم مهر أباد الريفي. يقدر عدد سكانها بـ 13 نسمة .